# Zentralmarkt Riga

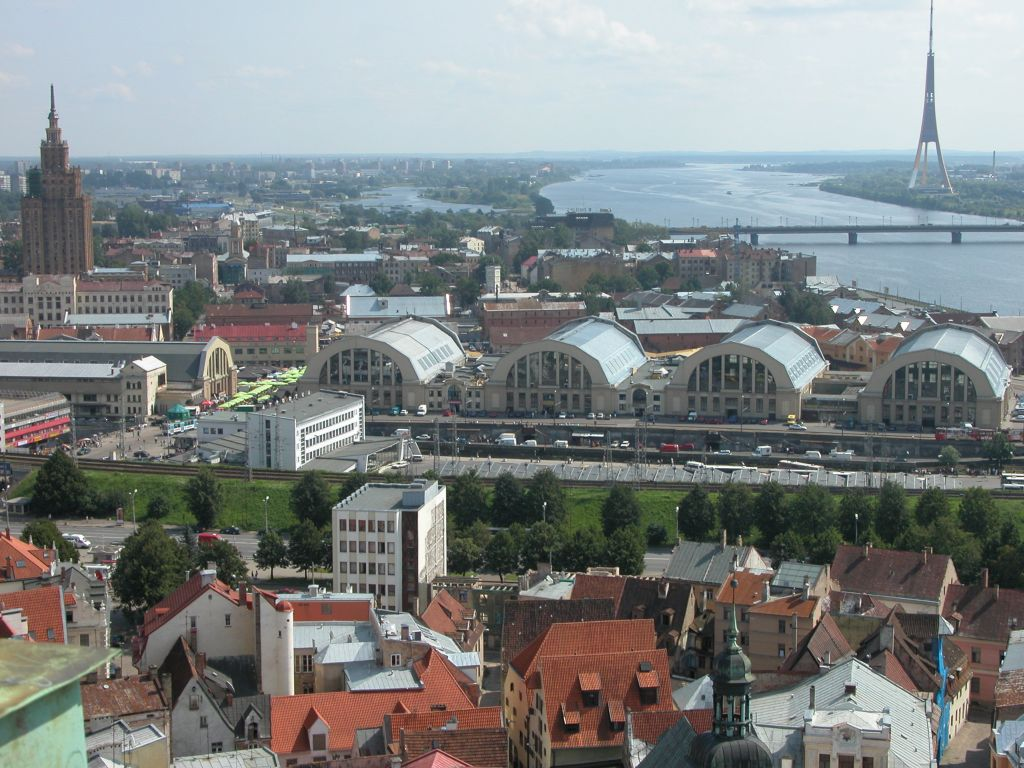
Rigaer Zentralmarkt 2004, Blick von der Petrikirche Richtung Fernsehturm

Der Zentralmarkt Riga (lett.: Rīgas Centrāltirgus) ist der größte Lebensmittelmarkt Lettlands. Er galt in den 1930er Jahren als der größte und modernste Markt Europas.

## Geschichte
Bereits im Jahre 1910 wurde ein Abzweig vom Zentralbahnhof der Eisenbahn in Richtung Rigaer Stadtkanal geplant, an dem sich zur damaligen Zeit die roten Speicher mit einem Lebensmittelmarkt befanden.
Nach dem Ersten Weltkrieg sollten die hygienischen Bedingungen auf dem Lebensmittelmarkt tiefgreifend verbessert werden. Das Ufer am Stadtkanal und zur Daugava (deutsch Düna) sowie das Marktgelände hatten im Ersten Weltkrieg starke Beschädigungen erlitten. Mit der Errichtung des Zentralmarktes sollte das Gebiet wieder in Ordnung gebracht werden.

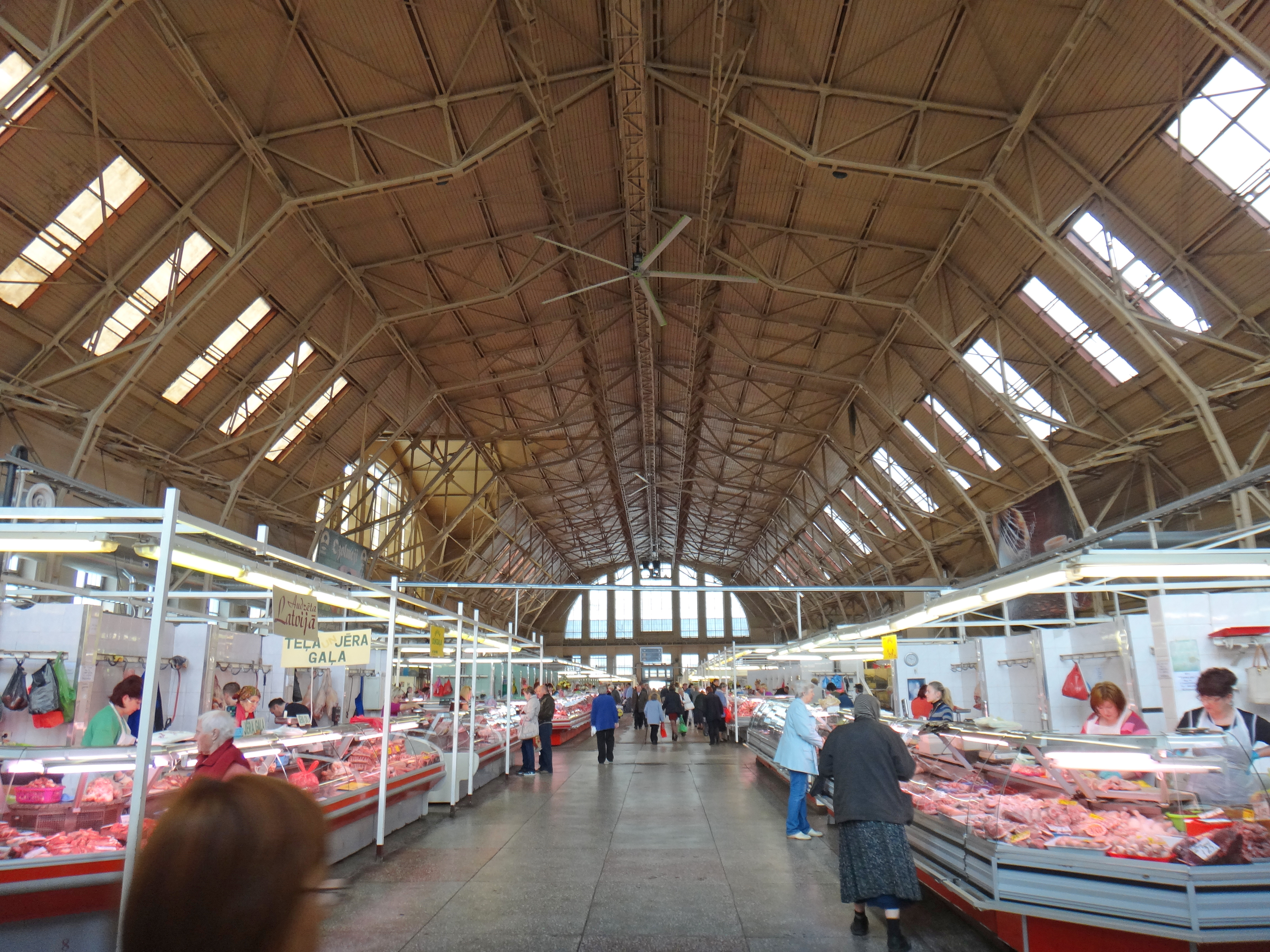
Konstruktion des Hallendachs

Nachdem am 28. Dezember 1922 der Rigaer Stadtrat den Beschluss zum Neuaufbau des Marktes gefasst hatte, wurden die beiden Luftschiffhallen aus dem Luftschiffhafen Wainoden in Kurland (lettisch Kurzeme) von der Regierung gekauft. Aus bautechnischen Gründen und wegen hygienischer Anforderungen wurden hierbei von den Hallen die Stahlteile in veränderter Geometrie und niedriger verwendet: Nur die oberen Hälften der zwölfeckigen Röhren wurden verwendet.
Die Bauarbeiten begannen im Juni 1924 mit dem Abtragen der „roten Speicher“. Im Laufe der Bauarbeiten ergaben sich diverse Änderungen des ursprünglichen Projekts. Deswegen wurden die Bauarbeiten im Jahre 1926 unterbrochen und erst 1928 wieder fortgesetzt. Am 2. November 1930 konnte der Lebensmittelmarkt dann mit einem Gottesdienst übergeben werden. Der alte Markt am Daugava-Ufer (heute die Uferstraße 11. novembra krastmala) konnte daraufhin geschlossen werden. Der Bau des Marktes kostete die Stadt damals über 5.000.000 Lats.
Während des Massakers im Wald von Rumbula, 1941, beschlagnahmte die SS die Hallen, um dort in den folgenden Monaten Kleidung und Wertgegenstände der ermordeten Juden von lettischen Frauen sortieren zu lassen.
Seit 1995 wird der Markt als 100-prozentige AG des Rigaer Stadtrats geführt. Der Zentralmarkt beschäftigt 253 Angestellte und bietet eine Gesamtfläche von 72.300 m².

## Technische Daten

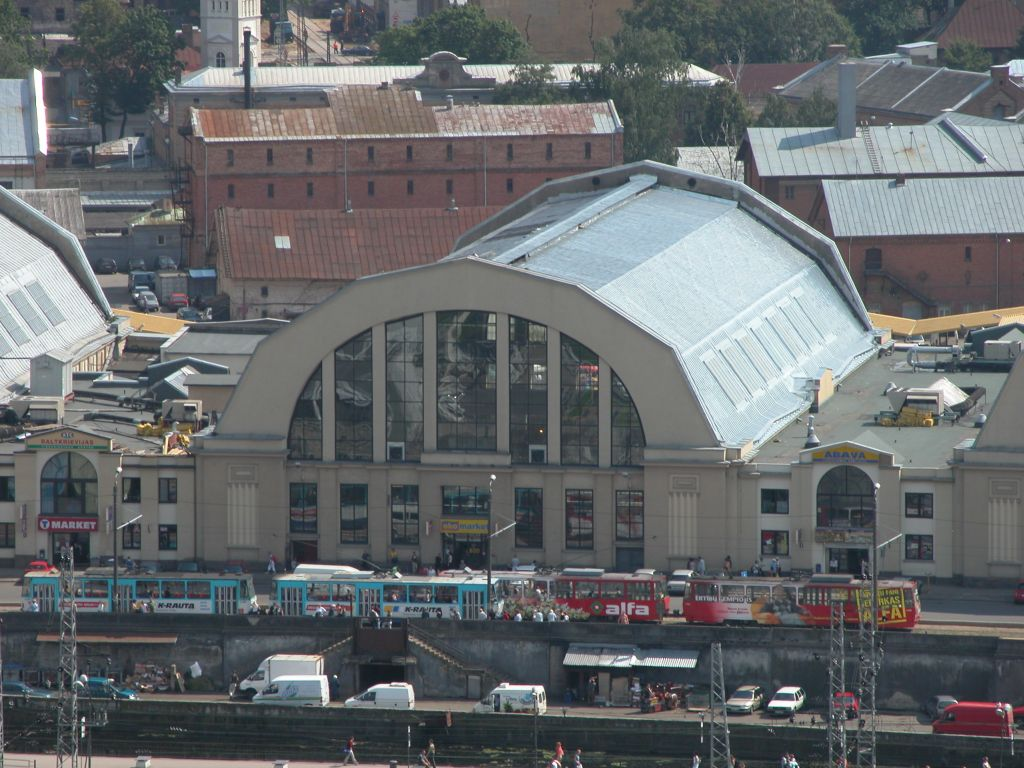
Blick über den Stadtkanal auf eine der kleineren Hallen

Insgesamt wurden aus den beiden Luftschiffhallen, von denen jede ursprünglich eine Länge von 240 m hatte, fünf Markthallen errichtet – eine größere in ostnordöstlicher Ausrichtung mit einer Länge von etwa 140 Meter und einer Fläche von 5.000 m² für den Großhandel und die Fleischverarbeitung sowie 4 kleinere Hallen in südsüdöstlicher Richtung mit einer Länge von etwa 70 Meter und etwa 2.500 m² für Milch- und Fleischprodukte, Brot, Obst und Gemüse sowie Geflügel und Fisch.
Die Hallennutzung ist seit 1995 nach folgendem Schema verteilt:
- Gemüse
- Milch
- Fleisch
- Fisch
- Gastronomie

In den Markthallen
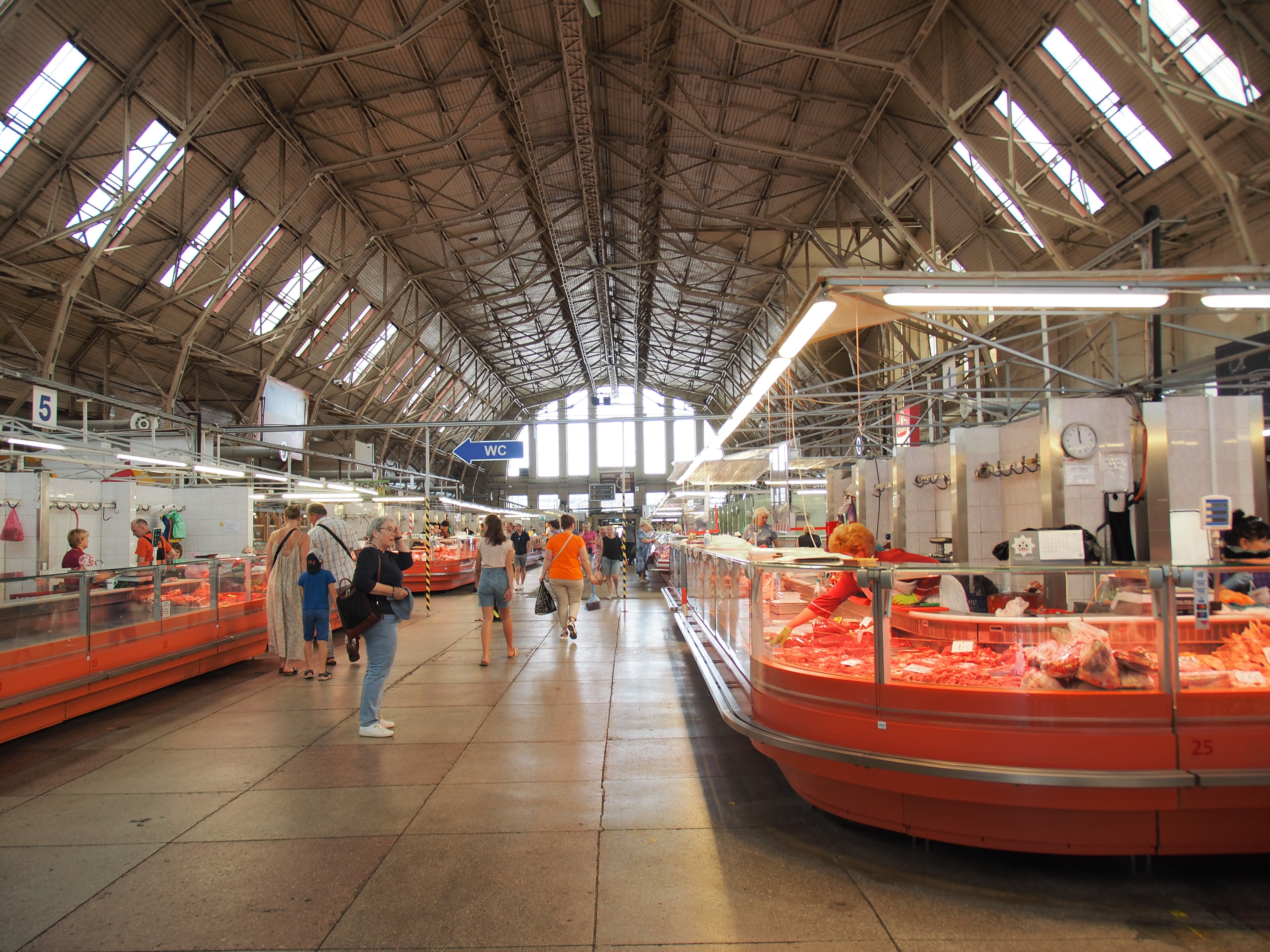
Die Fleischhalle
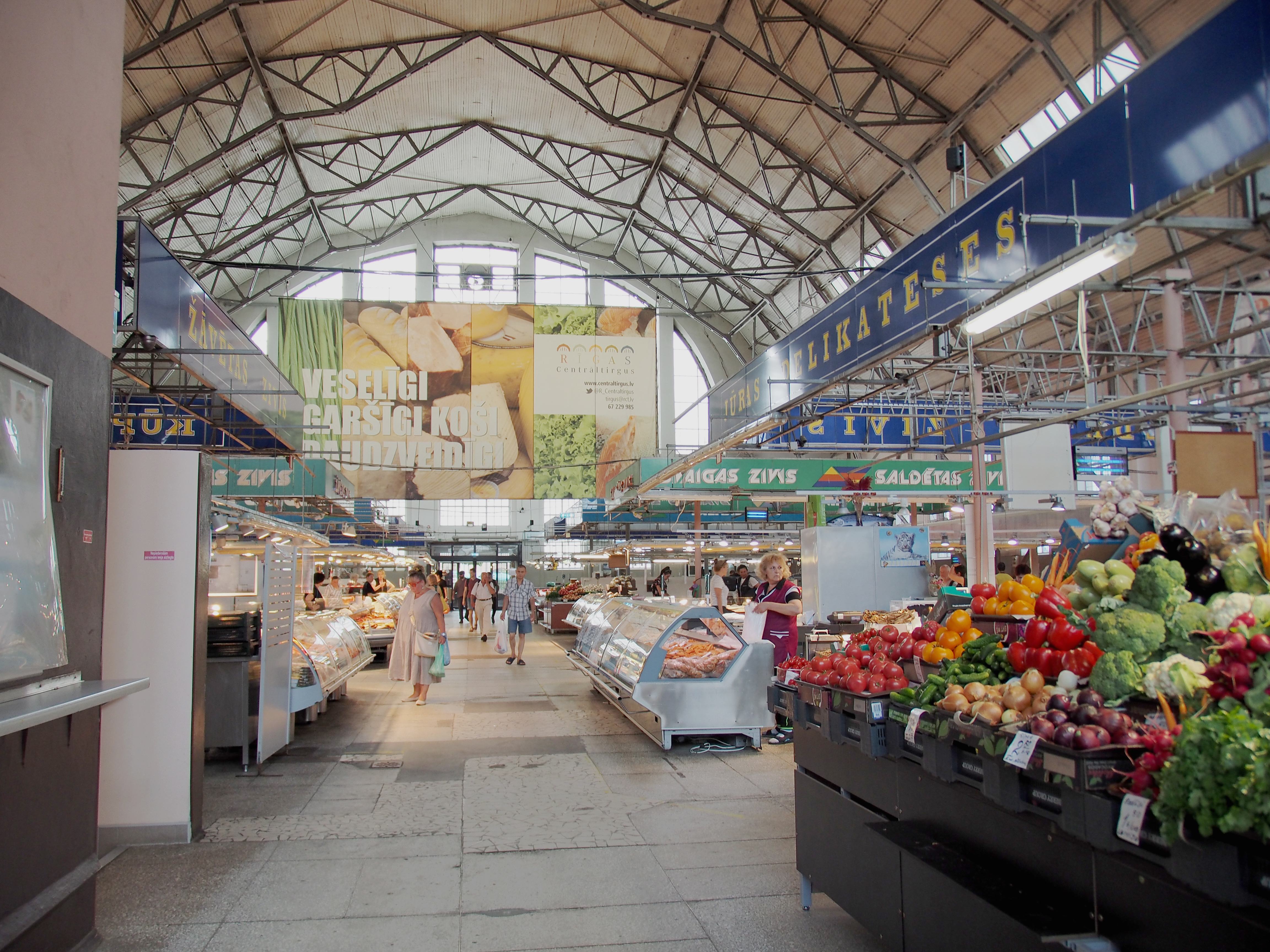
Obst-/Gemüsehalle
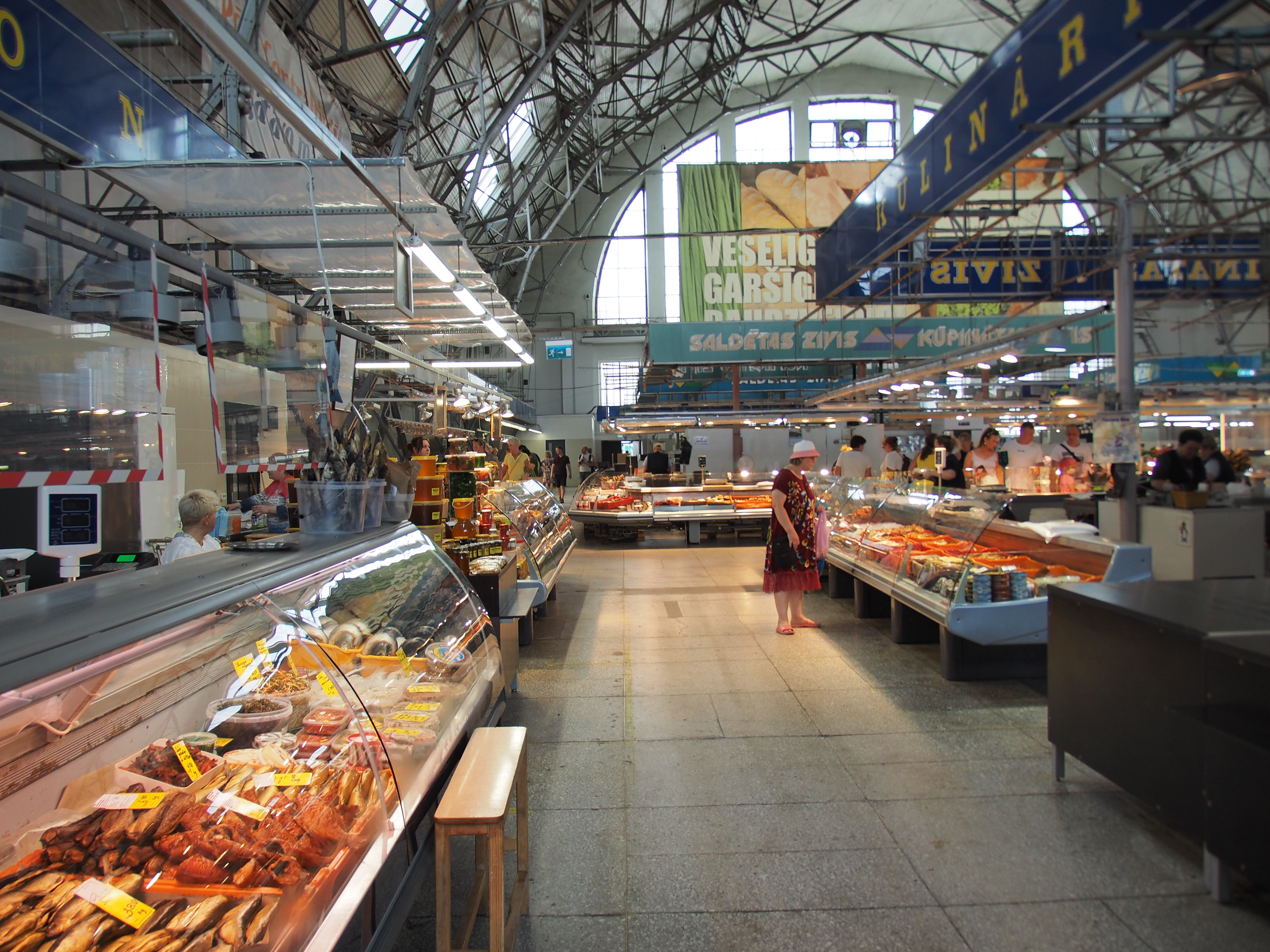
Die Fischhalle
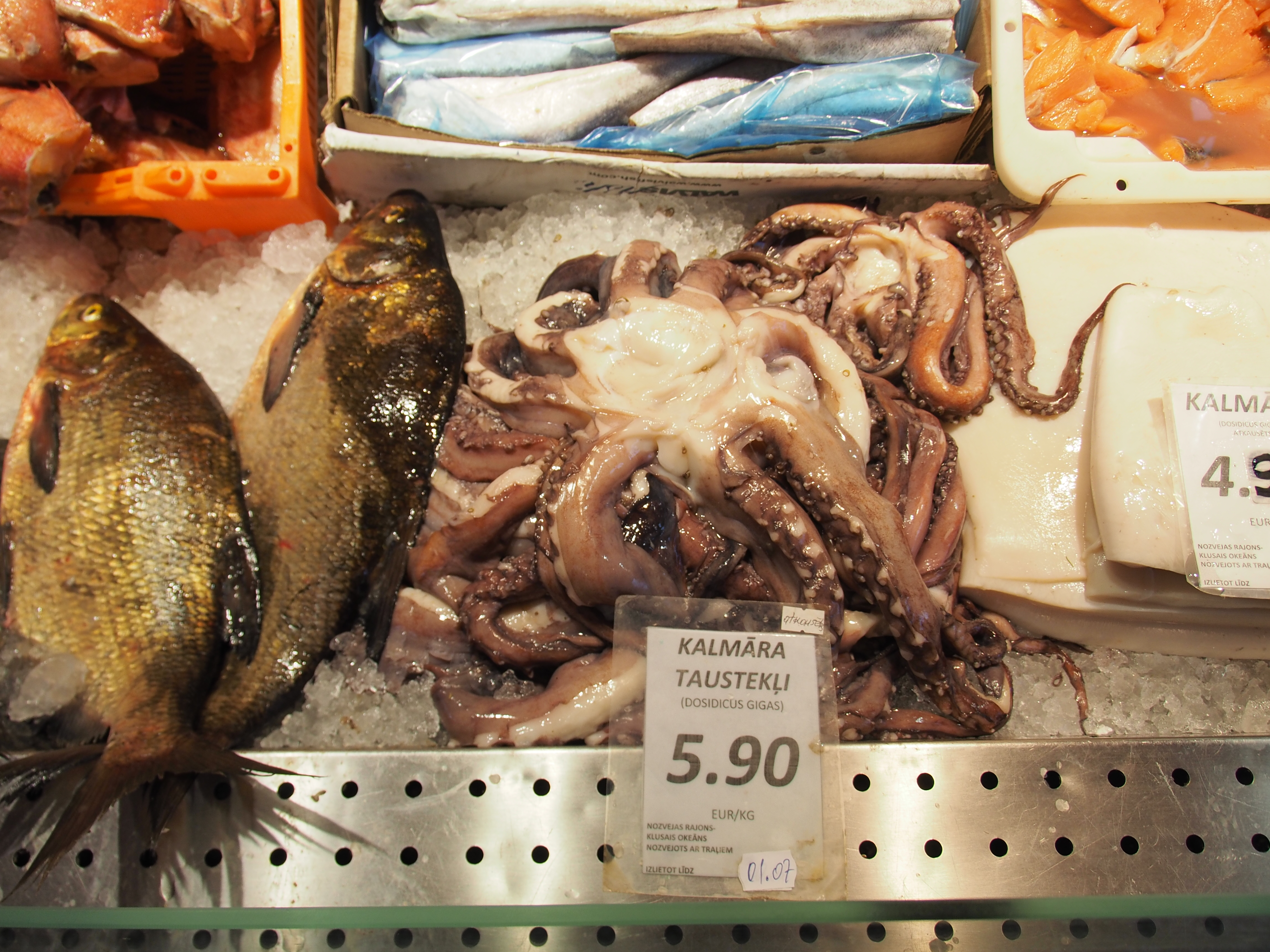
Fischtheke mit Tintenfisch

## Umsatzentwicklung
Nach der Eröffnung im Jahre 1930 wurde der Zentralmarkt zum größten Umschlagplatz für Lebensmittel aller Art. Die Bauern verkauften ihre Produkte in dem neuen, hellen und sauberen Markt billiger als in vergleichbaren Läden. Im Jahre 1931 wurden auf insgesamt 41.000 m² Fläche Waren bei einem Jahresumsatz von etwa 750.000 Lats verkauft.
Mit der Abschaffung des Großhandels und der Verstaatlichung der Landwirtschaft während der Zugehörigkeit zur Sowjetunion stiegen allerdings die Preise und waren höher als in den Läden. Landwirte durften eigene Produkte nur noch außerhalb der Hallen verkaufen.
Seit der Wiedererlangung der Unabhängigkeit Lettlands herrscht auch hier wieder ein freier Handel. Der Markt bietet sämtliche Produkte in den Hallen und auch auf den Freiflächen wieder zu niedrigeren Preisen an als in entsprechenden Läden.
Im Jahre 2001 wurden Produkte für insgesamt 4,6 Millionen Lats verkauft.

## Film
- Im Bauch von Riga. Der Zentralmarkt. Dokumentarfilm, Deutschland, 2015, 43 Min., Buch und Regie: Stefano Tealdi und Uldis Cekulis, Produktion: Stefilm, Ma.ja.de, ZDF, arte, RAI, RSI, HRT, Reihe: Im Bauch von …, Erstsendung: 16. Juli 2015 bei arte.